# Syndicat national des artistes et musiciens du Congo
Le Syndicat national des artistes et musiciens du Congo (Synamco) est un syndicat de la République démocratique du Congo qui defent les droits d'auteur des musiciens congolais affiliés. Ce syndicat a été dirigé par Augustin Moniania de 1994 à sa mort en 2014. 